# Gunnar Bergquist
Gunnar Sölve Bergquist, född 14 mars 1903 i Askersund, död 11 mars 1995 i Helsingborg, var en svensk konstnär.
Han var son till köpmannen A.W. Bergquist och S.E. Krafft och från 1947 gift med I.S.E. Norling. 
Bergquist studerade konst i München 1921 och vid konstakademin i Weimar 1922 samt i Hamburg 1923. Han har medverkat i utställningar med Helsingborgs konstförening samt samlingsutställningar i Södertälje och Linköping. Separat har han ställt ut i Helsingborg. 
Hans konst består av figurkompositioner, stadsbilder och skymningslandskap i en ljus färgskala.
Gunnar Bergquist är begravd på Norra begravningsplatsen utanför Stockholm.